# Four by The Beatles
Four by The Beatles is de tweede van drie Beatles-ep's die in de Verenigde Staten zijn uitgebracht en de eerste van twee door Capitol Records (catalogusnummer EAP 1-2121). Het album bevat vier nummers die eerder vaak in de VS waren geïmporteerd als Canadese singles. Het behaalde een nummer 92-positie op de Amerikaanse Billboard Hot 100 singles chart.

## Tracklijst
| Nr. | Titel               | Leadzanger      | Duur |
| --- | ------------------- | --------------- | ---- |
| 1.  | Roll Over Beethoven | George Harrison | 2:44 |
| 2.  | All My Loving       | Paul McCartney  | 2:03 |

| Nr. | Titel              | Leadzanger  | Duur |
| --- | ------------------ | ----------- | ---- |
| 1.  | This Boy           | John Lennon | 2:11 |
| 2.  | Please Mr. Postman | John Lennon | 2:35 |